# أثناسيوس الرابع (بطريرك أنطاكية)
البطريرك أثناسيوس الرابع (1647 - 1724)
بطريرك أنطاكية وسائر المشرق للروم الأرثوذكس بين (1685 - 1694) وبين (16 كانون الثاني 1720 - 13 حزيران 1724) .
ويعتبر آخر بطريرك أنطاكي قبل الانفصال الرسمي بين الكنيستين الملكية الكاثوليكية والأنطاكية الأرثوذكسية عام 1724 .

## حياته
ولد بولس دبّاس في دمشق عام 1647 ودرس في المدرسة اليسوعية فيها .
دخل دير مار سابا واتخذ اسم بروكوبيوس ، وعين لاحقاً رئيساً لدير في بيت لحم .
انتقل بعد ذلك إلى حلب وحاول أن يتم تعيينه مطراناً لها ولكن لم ينجح في ذلك .
بعد وفاة البطريرك ماكاريوس الثالث أصبح وضع الكرسي الأنطاكي غير مستقر بسبب النزاع على الكرسي البطريركي .
فقام بولس دبّاس بالمطالبة به مدعوماً من قبل الرهبان الفرنسيسكان ( بسبب معارضتهم لكيريل الخامس الذي كان يقبل السيمونية ) ، بالإضافة إلى الدعم من قريبه ميخائيل خياط الذي كان واسع النفوذ لدى الباب العالي ونجح عام 1685 باستصدار فرمان بانتخاب بولس دبّاس بطريركاً على أنطاكية باسم أثناسيوس الرابع .
تميزت السنوات التسع التالية لتعيين أثناسيوس الرابع بطريركاً بشدة النزاع بينه وبين كيريل الخامس .
لكن هذا الخلاف انتهى في عام 1694 بعد أن توصل الطرفان إلى اتفاق ينص على «اعتراف أثناسيوس الرابع بكيريل الخامس بطريركاً مقابل 13000 قطعة نقدية ، والحق في رئاسة كرسي حلب وخلافته لكيريل الخامس على الكرسي البطريركي بعد وفاته» .
بعد وفاة كيريل الخامس في 16 كانون الثاني 1720 تم إعلان أثناسيوس بطريركاً شرعياً لأنطاكية وسائر المشرق ، وفضّل خلال سنوات بطريركيته الأربعة أن يظل مقيماً في حلب على أن ينتقل إلى دمشق حيث يوجد المقر البطريركي .

## الصراع الأخير وانقسام البطريركيتين
قام البطريرك أثناسيوس الرابع وهو على فراش الموت باختيار سلفستروس الأول خليفة له على الكرسي البطريركي الأنطاكي ، بينما شرع الملكيون الكاثوليك بالانتخاب الرسمي للبطريرك الجديد في دمشق وانتخبوا كيريل السادس .
لاحقاً قام بطريرك القسطنطينية المسكوني إرميا الثالث باعتبار انتخاب كيريل السادس باطلاً وحرمانه من الشراكة الكنسية وتعيين سلفستروس الأول بطريركاً للكرسي الأنطاكي مما أدى إلى انفصال كنيسة الروم الملكيين الكاثوليك عن الكنيسة الأنطاكية للروم الأرثوذكس .